# Etzakit
Etzakit fue un grupo de música español nacido en los años noventa. Fundado por Xabi Solano y Jon Mari Beasain en 1995 en Hernani.
Antes de editar su primer disco tocaron en varios lugares. En total, publicaron dos discos y participaron en cientos de actos en pocos años. Algunas de sus canciones se hicieron muy populares, como "Zergatik ez" (Por qué no), "Gurekin" (Con nosotros), entre otras.
Uno de los cuatro miembros del grupo, Xabi Solano, destacó como miembro de diferentes grupos, estos son The Solanos y Fermin Muguruzaren.

## Discografía
- Etzakit (Elkar, 1998)
- Goiz edo noiz? (Elkar, 1999)
- kanten artean "eskurik eskuekin" izenekoa gailentzen da.